# Obsjtina Bobovdol
Obsjtina Bobovdol (bulgariska: Община Бобовдол) är en kommun i Bulgarien.   Den ligger i regionen Kjustendil, i den västra delen av landet, 50 km sydväst om huvudstaden Sofia.
Obsjtina Bobovdol delas in i:
- Golemo selo
- Mlamolovo
- Babino
- Dolistovo
- Korkina
- Malo selo
- Gorna Koznitsa

Följande samhällen finns i Obsjtina Bobovdol:
- Bobovdol

Trakten runt Obsjtina Bobovdol består till största delen av jordbruksmark. Runt Obsjtina Bobovdol är det ganska tätbefolkat, med 104 invånare per kvadratkilometer.